# بهترین روزها از زندگی تو
«بهترین روزها از زندگی تو» (به انگلیسی: Best Days of Your Life) تک‌آهنگی از هنرمند اهل ایالات متحده آمریکا کیلی پکلر است. این تک‌آهنگ توسط پکلر و خواننده-ترانه‌سرای آمریکایی تیلور سوئیفت نوشته شده‌است. این تک‌آهنگ به عنوان دومین تک‌آهنگ برای نخستین آلبوم استودیویی‌اش منتشر شد.